# Gauss (enhed)
Gauss, forkortet med bare G er en enhed for magnetisk feltstyrke, navngivet efter den tyske matematiker og fysiker Carl Friedrich Gauss. En gauss er også defineret som en maxwell per kvadratcentimeter.

## Enheds navn og opdagelse
Denne enhed er navngivet efter Carl Friedrich Gauss. Som alle andre enheder hvis navn opstammer fra en person, skal forkortelsen være skrevet med stort ("G"), men når enhedens navn skal skrives, skal navnet skrives uden stort bogstav ("gauss"), medmindre det er starten på en sætning. [kilde mangler]

### Enhedssystem
Gauss er enheden i cgs-systemet. I SI-systemet er enheden T (tesla), 1T = 10000G.
| Fysik | Spire Denne artikel om fysik er en spire som bør udbygges. Du er velkommen til at hjælpe Wikipedia ved at udvide den. |